# Iilaste
Iilaste – wieś w Estonii, w prowincji Sarema, w gminie Pihtla.